# 王立ヴュルテンベルク邦有鉄道
王立ヴュルテンベルク邦有鉄道（おうりつヴュルテンベルクほうゆうてつどう、ドイツ語: Königlich Württembergischen Staats-Eisenbahnen、略称K.W.St.E.）は、1843年から1920年まで運行していたヴュルテンベルク王国（1918年からはヴュルテンベルク自由人民州）の国有鉄道である。
ドイツでは、1871年にプロイセン王国・バイエルン王国・ザクセン王国・バーデン大公国・ヴュルテンベルクなどのドイツ語圏の多くの領邦からドイツ帝国が成立したが、それ以前に多くの領邦は独自に鉄道を有していた。各領邦の鉄道は、次第に運営上の協力を深めてはいったが、ドイツ帝国成立後も第一次世界大戦後までそれぞれに独立したまま運営された。

## 前史
他の多くのドイツ連邦構成国と同様に、ヴュルテンベルク王国においても1825年くらいから、国内の交通網の改善に関する議論がなされるようになった。この問題に関して議論する民間団体も結成されたが、1834年からは国家としてもこの問題に関して議論を始め、適切な交通手段について検討する専門家を任命した。数年間の準備の後、鉄道網の建設が決定され、また主要な路線の建設は国が行うべきと決定した。
1843年4月18日の鉄道法により、鉄道網建設の法的な体系が整い、この日が王立ヴュルテンベルク邦有鉄道の発足日とされている。この法律では、支線については民間企業による建設も可能であると明確にしていた。また、のちにヴュルテンベルクの鉄道建設および鉄道技術について決定的な役割を果たすことになる、エスリンゲン機械製造もこの法律を一つの契機として設立された。

## 邦有鉄道網の発展

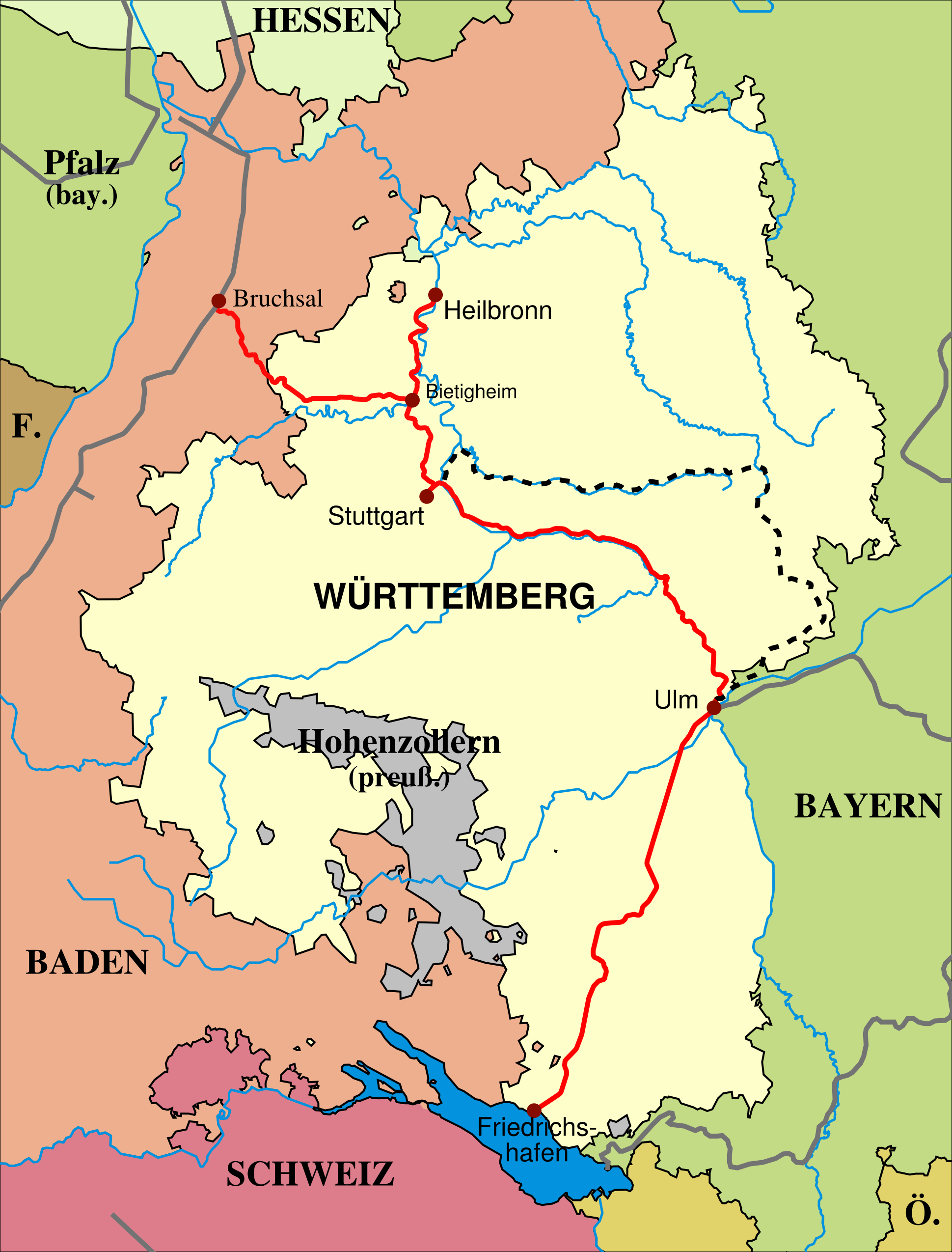
ヴュルテンベルク鉄道網建設の第1段階

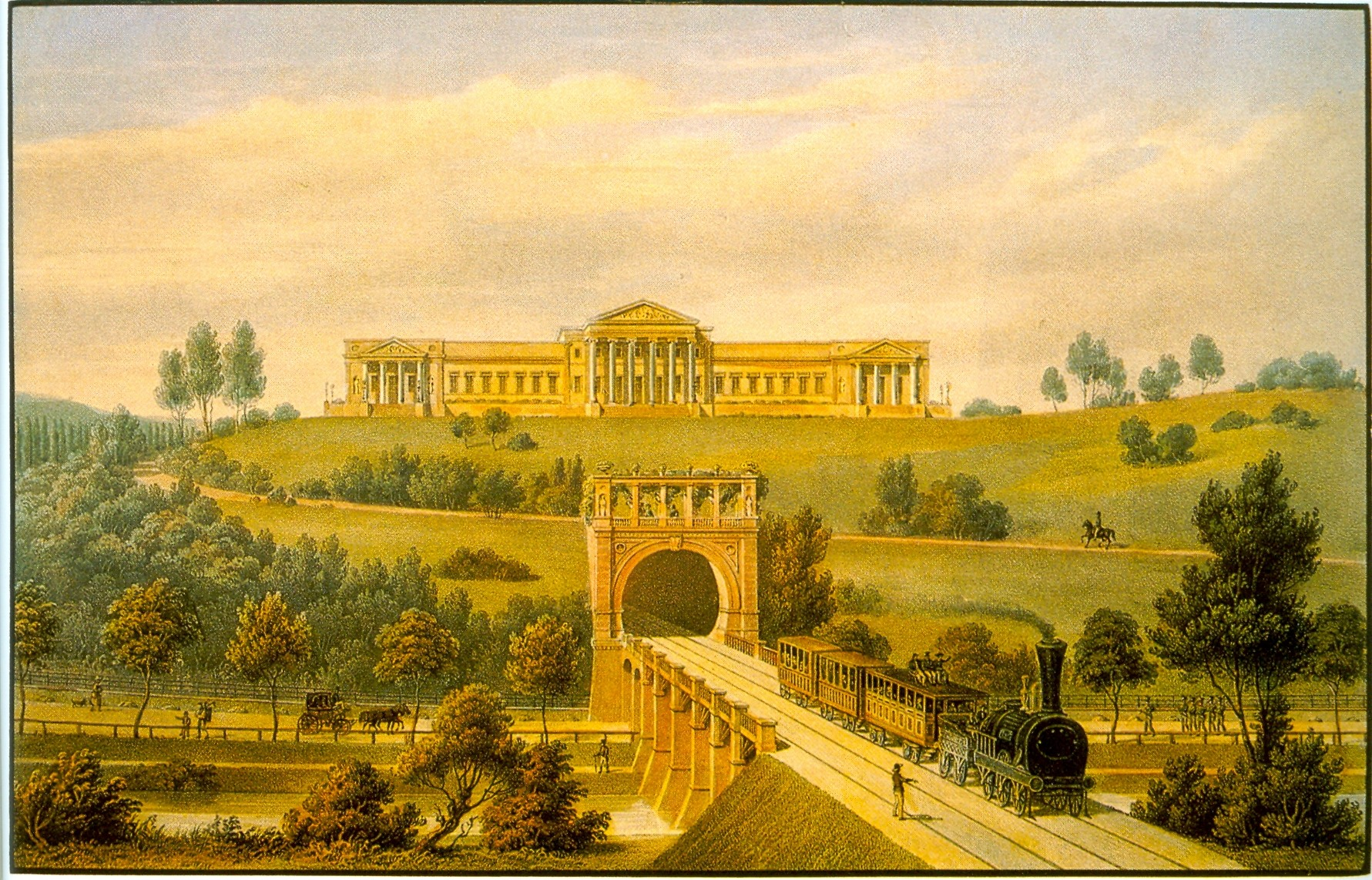
カンシュタットのローゼンシュタイントンネル

### 幹線
王立ヴュルテンベルク邦有鉄道は中央線と呼ばれる路線から着手した。この路線はシュトゥットガルトからネッカー川に沿って、一方では東線によりウルムを通って南線によりコンスタンツ湖沿岸のフリードリヒスハーフェンまで、反対側では西線によりバーデン大公国のブルッフザールまで通じていた。またビーティッヒハイムから北線によりハイルブロンへと分岐していた。
| 開通日         | 起点                         | 終点                         |
| -------------- | ---------------------------- | ---------------------------- |
| 1845年10月22日 | カンシュタット               | ウンターテュルクハイム       |
| 1845年11月7日  | ウンターテュルクハイム       | オーバーテュルクハイム       |
| 1845年11月20日 | オーバーテュルクハイム       | エスリンゲン・アム・ネッカー |
| 1846年10月15日 | カンシュタット               | ルートヴィヒスブルク         |
| 1846年12月14日 | エスリンゲン・アム・ネッカー | プロヒンゲン                 |
| 1847年10月11日 | プロヒンゲン                 | ジューセン                   |
| 1847年10月11日 | ルートヴィヒスブルク         | ビーティッヒハイム           |
| 1847年11月8日  | ラーフェンスブルク           | フリードリヒスハーフェン     |
| 1848年7月25日  | ビーティッヒハイム           | ハイルブロン                 |
| 1849年5月26日  | ビーベラハ                   | ラーフェンスブルク           |
| 1849年6月14日  | ジューセン                   | ガイスリンゲン               |
| 1850年6月1日   | ビーベラハ                   | ウルム                       |
| 1850年6月29日  | ガイスリンゲン               | ウルム                       |
| 1853年10月1日  | ビーティッヒハイム           | ブレッテン                   |
| 1854年6月1日   | ウルム                       | ノイ＝ウルム                 |

### 幹線の拡大

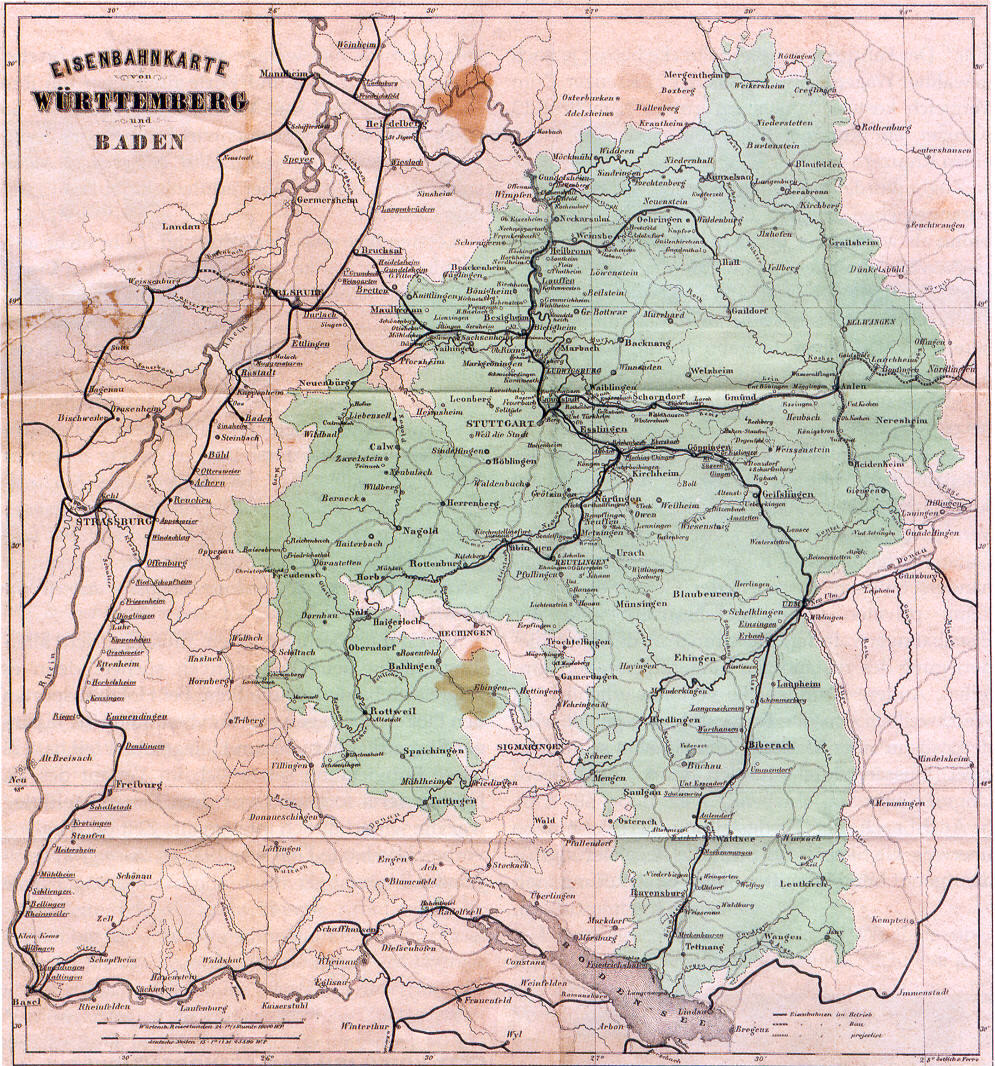
ヴュルテンベルクの鉄道網地図、1863年頃

数年間の建設休止後、オーバー・ネッカー線がプロヒンゲンから建設開始され、1859年にロイトリンゲン、1861年にはテュービンゲンを経由して司教都市ローテンブルク・アム・ネッカーへ、そして1864年から1866年にかけてまずエーヤハ (Eyach) へ、そして続いてホルプ・アム・ネッカーへと到達した。
東部ヴュルテンベルクへはカンシュタットからのラムス線が1861年にショルンドルフ-アーレンを経てヴァッサーアルフィンゲンまで建設され、1863年にはネルトリンゲンへ伸びてバイエルンの鉄道網に接続された。
コッヒャー線は1862年にハイルブロンからホーエンローアー・エーベネを経由してシュヴェービッシュ・ハルまで開通した。1866年にアーレンからの上ヤクスト線と1869年にバート・メルゲントハイムからのタウバー谷線が通じるクライルスハイムまで1867年に開通し、これらの路線と連絡した。
アーレンからウルムまでオスタルプ (Ostalb) を経由する連絡線となる可能性を持つブレンツ線は、1864年にハイデンハイム・アン・デア・ブレンツまで開通したが、最終的な目的地までは1875年から1876年になってようやく到達した。シュヴァルツヴァルトの温泉の街ヴィルトバートへは、1868年にエンツタール線によりバーデンの結節点プフォルツハイムへ結ばれた。
ハイルブロンからはウンター・ネッカー線が1866年にヤクストフェルトまで延長され、さらにその3年後にはウンター・ヤクストタール線としてオスターブルケンまで延長された。どちらの駅でもバーデン大公国邦有鉄道と接続した。
オーバー・ネッカー線は1867年から1868年にかけて、ホルプからロットヴァイルへ到達し、そこから1869年にシュヴァルツヴァルトのバーデンの都市フィリンゲンへ到達した。同年、ロットヴァイルからトゥットリンゲンまでシュトゥットガルト - ハーティンゲン線に初めての列車が走り、そこからバーデンのシュヴァルツヴァルト線のインメンディンゲンまでの連絡が1870年に完成した。
ウルムからはドナウタール線がブラウボイレン＝リートリンゲン方面へ1868年から建設されたが、ジクマリンゲンまで1873年にようやく到達した。テュービンゲンから、1869年にヘーヒンゲン、1874年にバーリンゲンまで到達していたツォラーナルプ線が残りの区間を連結するには、さらに6年を要した。
シュヴァルツヴァルト線はツーフェンハウゼンから分岐して1868年から1869年にかけてヴァイル・デア・シュタットへ向けて建設開始され、1872年にカルフおよびナーゴルトまで完成した。1874年にはプフォルツハイムからカルフ＝ナーゴルトを通ってホルプへ到るナーゴルトタール線が完成した。
ハーバーティンゲンから1869年にアールゲウ線が、ザールガウ＝アウレンドルフを経由してヴァルトゼーへ向けて分岐した。そこからさらに、1870年にキースレッグまで、そして1872年にロイトキルヒ・イム・アールゲウへ達し、1874年にはイースニー・イム・アールゲウにも駅ができた。
さらに以下の路線を建設して邦有鉄道網を拡張した。
- 1876年 - 1880年 ムーアタール線（ドイツ語版） ヴァイプリンゲン - バックナンク - シュヴェービッシュ・ハルおよびバックナンク-ビーティッヒハイム/ルートヴィヒスブルクの支線（ドイツ語版）
- 1878年 - 1880年 クライヒガウ線（ドイツ語版） ハイルブロン - エッピンゲン
- 1879年 - 1892年 ゲウ線/キンツィッヒタール線（ドイツ語版） シュトゥットガルト - ヘーレンベルク - フロイデンシュタット - シルタッハ - シュランベルク
- 1886年 - 1889年 ロイトキルヒ - メミンゲン線
- 1892年 - 1893年 エハズ線（ドイツ語版） ロイトリンゲン - リヒテンシュタイン - ミュンジンゲン

第一次世界大戦の敗北後、1919年のヴァイマル憲法によりヴュルテンベルクの独立した鉄道組織は終焉を迎えた。ドイツ国と諸邦の協定により、1920年4月1日からヴュルテンベルク邦有鉄道（1918年11月30日のヴュルテンベルク王ヴィルヘルム2世の退位により、「王立」の冠が外れていた）はドイツ国の所有となり、同日バイエルン、プロイセン、ザクセン、バーデン、メクレンブルク、オルデンブルクなどの邦有鉄道とともにドイツ国営鉄道となった。

## 鉄道車両

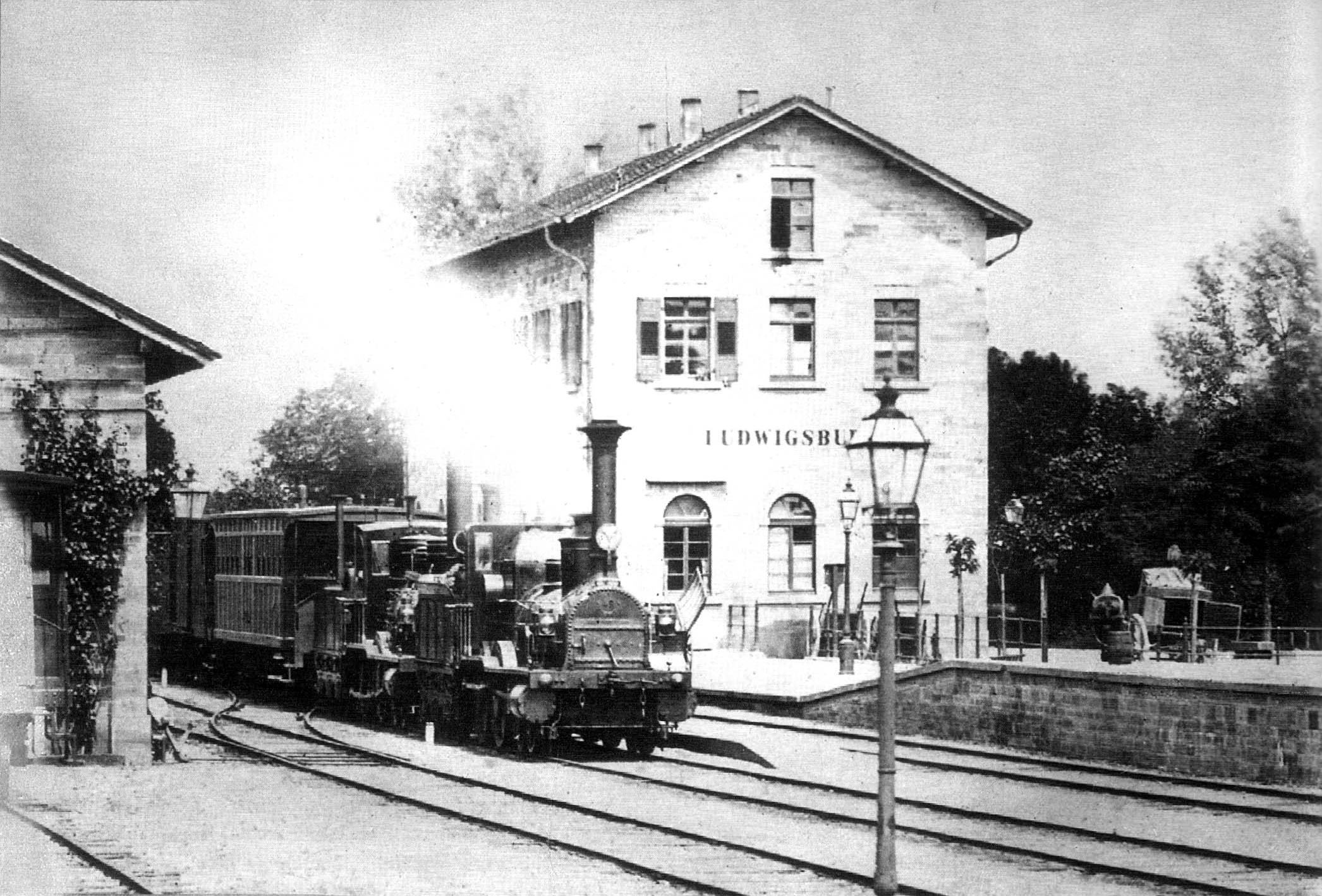
ルートヴィヒスブルクの駅にて、2両のIII型蒸気機関車、1860年頃

1865年ころまでは王立ヴュルテンベルク邦有鉄道の鉄道技術は、他の多くのドイツ諸邦のようなイギリス由来のものではなく、アメリカのものを基本にしていた。このため機関車についても客車についても、開放座席車やボギー車の使用が見られた。この先進的な取り組みは、プロイセンの強い影響により一時的に中断することになった。
1885年から1896年まで技師長を務めたアドルフ・クローゼは、機関車の調達や改造に責任を負っていた。その指揮の下に、初めての複式機関車やラック式鉄道機関車が導入された。また機関車の曲線走行性能を改善するための走り装置も開発した。
その後をオイゲン・キッテルが継いだ。彼はヴュルテンベルクにおける過熱蒸気機関車の導入を推進した。彼の指揮により、DW型蒸気動車「キッテル」や、急行旅客機関車C型、貨物機関車K型などが投入された。彼はまた、ガソリン動車や蓄電池動車も試験した。
1913年時点での統計は以下のようになっている。
- 路線長（私鉄含む）: 2,256 km
- 駅数: 639
- 機関車数: 855
- 気動車: 17
- 客車: 2,394
- 郵便・荷物車: 760
- 貨車（事業用を含む）: 14,565

コンスタンツ湖用の蒸気船として邦有鉄道では「フリードリヒスハーフェン」を建造したが、1944年に撃沈された。